# Sanne Søndergaard
Sanne Søndergaard (født 2. april 1980 i Ikast) er en dansk forfatter, foredragsholder og standup komiker.

## Karriere
Student fra Ikast Gymnasium i 1999. Uddannet journalist fra Danmarks Journalisthøjskole i 2004. Har læst cand.public. på Syddansk Universitet og herunder Kvinde- og kønsstudier på Københavns Universitet fra 2005-2006, men ikke færdiggjort sit speciale.
Søndergaard debuterede som forfatter i oktober 2008 med ungdomsromanen Kære Dødsbog udgivet på Gyldendal. Hendes anden og tredje bog, Proforma (2011) og Hell man (2012) er begge ligeledes udgivet på Gyldendal.
I 2015 udkom hendes selvbiografiske bog Solo - med mit køn på slæb på Gads Forlag.
Hun har bidraget med historien "Hvem gider egentlig være prinsesse" til børnebogen Stå op - godmorgenhistorier af 11 danske stand-up-komikere fra 2009 udgivet på Phabel, med novellen "Det der sex" til novellesamlingen Tegn i sandet og andre strandnoveller fra 2009 udgivet på Politikens Forlag og med novellen "Projekt Bolleleg" til novellesamlingen Debut fra 2014 udgivet på Gyldendal.
Søndergaard debuterede som standupkomiker i februar 2005 på Comedy Zoo i København. I foråret 2019 bekendtgjorde hun, at hun stopper som standupkomiker.
Hun var semifinalist ved DM i stand-up 2006 og medvirkede i foråret 2007 i Comedy Fight Club på TV 2 Zulu. Hun optrådte på FBI Klubtour 2007 og 2008 og var med i Stand-up.dk sæson 6 i 2009. Samme år optrådte hun med showet Kram fra Kbh. med Mads Brynnum. Hun har ved flere lejligheder optrådt for de danske styrker i Afghanistan.
Inden hun stoppede som standupkomiker, nåede hun at lave syv soloshows: Dameblade og andre dødstrusler (2010), Ding Dong Darwin (2011), Men Mænd (2012), Mandehader? (2013), Kvinde? (2015), Sindssyg Kælling (2017) og Kontroltaber (2019).
Søndergaard har været klummeskribent ved ungdomsmagasinet Chili (2006), Dagbladet Information (2006-2007), Urban (2008-2010) og Djøfbladet (2016). Hun begyndte sin blog, solosanne.dk, i februar 2013.
Hun var i sommeren 2007 del af Sommerhyrderne på Radio 100 FM. Var i 2008 en del af Tjenesten på P3. Fra 2013-2014 var hun fast paneldeltager i Søndagsfrokosten på P1. I 2015 var hun vært på Det Feministiske Talkshow på DRK.
I april 2013 var hun på forsiden af Politiken med et foto, hvor man kunne se hendes kønsbehåring, hvilket efterfølgende skabte en del debat.

## Udvalgt bibliografi
- Solo - med mit køn på slæb (2015) ISBN 978-87-12-05087-2
- Hell man (2012) ISBN 978-87-02-12901-4
- Proforma (2011) ISBN 978-87-02-09981-2
- Kære Dødsbog (2008) ISBN 978-87-02-07108-5. I bogen møder vi Agnes på fjorten år, som bliver mobbet af sine klassekammerater. Hun har derfor valgt at begå selvmord på sin femtenårs fødselsdag - om tolv dage en time og femoghalvtreds minutter.

## Hædersbevisninger
- Modtog i 2013 Suzanne Gieses Mindelegat.[5]